# Bunyarit Srinam
Bunyarit Srinam (thailändisch บุญญฤทธิ์ ศรีนาม, * 16. März 2000) ist ein thailändischer Fußballspieler.

## Karriere
Bunyarit Srinam steht seit 2021 beim Nakhon Ratchasima FC unter Vertrag. Der Verein aus Nakhon Ratchasima spielte in der höchsten thailändischen Liga, der Thai League. Sein Profidebüt gab er am 3. März 2021 im Auswärtsspiel gegen Bangkok United. Hier wurde er in der 90.+5 Minute für Gidi Kanyuk eingewechselt. Für Korat bestritt er zwei Erstligaspiele. Im August 2023 wechselte er auf Leihbasis zum Drittligisten Sisaket United FC. Mit dem Verein aus Sisaket spielte er 19-mal in der North/Eastern Region der Liga. Nach der Ausleihe kehrte er im Juni 2023 wieder nach Nakhon Ratchasima zurück. Am Ende der Saison 2023/24 feierte er mit dem Verein die Meisterschaft der zweiten Liga sowie den direkten Wiederaufstieg in die erste Liga. Nach dem Aufstieg wurde sein Vertrag nicht verlängert. Anfang Juli 2024 verpflichtete ihn der Drittligist Suranaree Black Cat FC. Der Verein, der ebenfalls in Nakhon Ratchasima beheimatet ist, spielt in der North/Eastern Region der Liga.

## Erfolge
Nakhon Ratchasima FC
- Thailändischer Zweitligameister: 2023/24  ▲